# Municipio de Prairie (condado de Delaware)
El municipio de Prairie (en inglés: Prairie Township) es un municipio ubicado en el condado de Delaware en el estado estadounidense de Iowa. En el año 2010 tenía una población de 327 habitantes y una densidad poblacional de 3,59 personas por km².

## Geografía
El municipio de Prairie se encuentra ubicado en las coordenadas 42°25′35″N 91°32′21″O / 42.42639, -91.53917. Según la Oficina del Censo de los Estados Unidos, el municipio tiene una superficie total de 91.11 km², de la cual 91,1 km² corresponden a tierra firme y (0 %) 0 km² es agua.

## Demografía
Según el censo de 2010, había 327 personas residiendo en el municipio de Prairie. La densidad de población era de 3,59 hab./km². De los 327 habitantes, el municipio de Prairie estaba compuesto por el 99,69 % blancos, el 0,31 % eran de otras razas. Del total de la población el 2,14 % eran hispanos o latinos de cualquier raza.